# Chiesa dei Santi Quaranta Martiri e San Pasquale Baylon
La chiesa dei Santi Quaranta Martiri e San Pasquale Baylon è un luogo di culto cattolico di Roma, nel rione Trastevere, in via di San Francesco a Ripa, 20.

## Storia
Essa è dedicata ai 40 soldati romani che, durante la persecuzione di Licinio (310), non avendo abiurato la loro fede cristiana, furono immersi in un lago gelato di Sebaste e morirono congelati. Pasquale Baylón invece era frate minore spagnolo, canonizzato nel 1690, considerato popolarmente il protettore delle donne.
La chiesa è di origini medievali e venne eretta da papa Callisto II nel 1122 col solo titolo del Santi Quaranta. Fu restaurata nel 1608 dall'arciconfraternita del Gonfalone, poi tra il 1744 e il 1747 fu riedificata, con progetto di Giuseppe Sardi, dai padri minori Scalzi della Riforma di san Pietro d'Alcantara, che aggiunsero al titolo primitivo quello di san Pasquale Baylon; essi fecero costruire anche un ospizio o ospedale annesso. In questa occasione la chiesa fu posta sotto la Corona di Spagna con reale decreto di Filippo V del 23 dicembre 1738, confermato da Isabella II del 1856.

## Arte

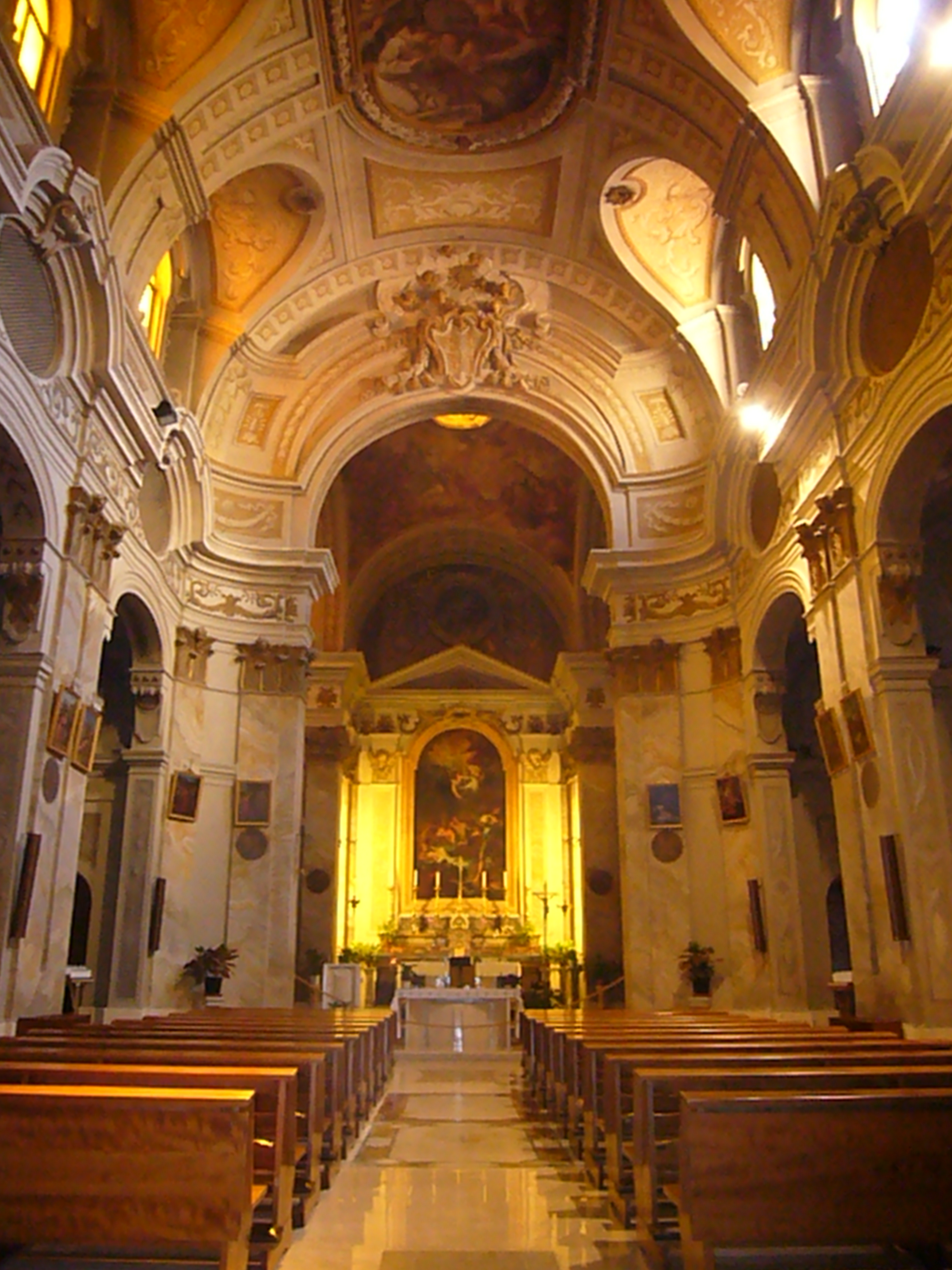
L'interno

La facciata, del Sardi, è a due ordini divisi da un cornicione. Il portale è sormontato dallo stemma di Filippo V, mentre al di sopra delle porte laterali vi sono gli stemmi dell'ordine francescano.
L'interno, preceduto da un vestibolo, è ad un'unica navata con tre cappelle per lato. La navata accoglie opere recenti e settecentesche (di Matteo Panaria). Nella volta centrale la Gloria di san Pietro d'Alcantara, mentre nella volta della crociera la Gloria di san Pasquale.

## Tradizioni popolari
La pietà popolare considerava san Pasquale Baylon il protettore delle donne, in particolare delle zitelle, tanto che la chiesa era conosciuta come chiesa delle zitelle, che si rivolgevano al santo in cerca di marito, con una conosciuta preghiera:
protettore delle donne
deh, trovatemi un marito
bianco, rosso e colorito
ma di certo: a voi uguale

o glorioso san Pasquale.»
Il santo spagnolo non era solo considerato il protettore delle zitelle, ma anche di tutte quelle donne che a lui si rivolgevano a causa dei mariti che non assolvevano i loro doveri coniugali. La leggenda racconta che a una di queste donne il santo apparve in visione o in sogno e le dettò una ricetta per un liquore che avrebbe vinto la mancanza di desiderio del marito: il liquore che, a base di uova e vino marsalato, fu chiamato, in onore del santo, il “San Bayon”, da cui si ritiene derivi il nome di “zabaione”.